# Marion (Carolina do Sul)
Marion é uma cidade localizada no estado norte-americano da Carolina do Sul, no Condado de Marion.

## Demografia
Segundo o censo norte-americano de 2000, a sua população era de 7042 habitantes.
Em 2006, foi estimada uma população de 6959, um decréscimo de 83 (-1.2%).

## Geografia
De acordo com o United States Census Bureau tem uma área de
11,2 km², dos quais 11,2 km² cobertos por terra e 0,0 km² cobertos por água. Marion localiza-se a aproximadamente 415 m acima do nível do mar.

## Localidades na vizinhança
O diagrama seguinte representa as localidades num raio de 28 km ao redor de Marion.